# 10204 Turing
10204 Turing eller 1997 PK1 är en asteroid i huvudbältet som upptäcktes den 1 augusti 1997 av den italiensk-amerikanske astronomen Paul G. Comba vid Prescott-observatoriet. Den är uppkallad efter den brittiske matematikern Alan Turing.
Asteroiden har en diameter på ungefär 4 kilometer.